# 193
| 193                |
| ------------------ |
| Dødsfald - Fødsler |
|                    |

| Gregoriansk kalender | 193 CXCIII              |
| Ab urbe condita      | 946                     |
| Armensk kalender     | I/T                     |
| Kinesiske kalender   | 2889 – 2890 壬申 – 癸酉 |
| Etiopisk kalender    | 185 – 186               |
| Jødisk kalender      | 3953 – 3954             |
| Hindukalendere       |                         |
| - Vikram Samvat      | 248 – 249               |
| - Shaka Samvat       | 115 – 116               |
| - Kali Yuga          | 3294 – 3295             |
| Iransk kalender      | 429 BP – 428 BP         |
| Islamisk kalender    | 442 BH – 441 BH         |

Se også 193 (tal)

## Dødsfald
- 28. marts – Pertinax, romersk kejser
- 1. juni – Didius Julianus, romersk kejser